# Cumberlandská plošina
Cumberlandská plošina (anglicky  Cumberland Plateau) je náhorní plošina na východě Spojených států amerických. Představuje jižní část Appalačské plošiny, je součástí Appalačského pohoří. Rozkládá se ze severovýchodu na jihozápad ve státech Kentucky, Tennessee, částečně Georgia a Alabama.

## Geografie
Východní část plošiny je velmi členitá, západní část je mírně zvlněná. Nadmořská výška se pohybuje okolo 120 m. Šířka plošiny je 70 km, délka okolo 640 km. Plošina je tvořena sedimentárními horninami. V některých oblastech plošiny se nachází nejsouvislejší lesní porosty na východním pobřeží Spojených států. Rostou zde především duby, ořechovce, na suchých místech borovice.